# Buxières-les-Mines
 Buxières-les-Mines  là một xã ở tỉnh Allier thuộc miền trung nước Pháp.